# Trou sténopéïque

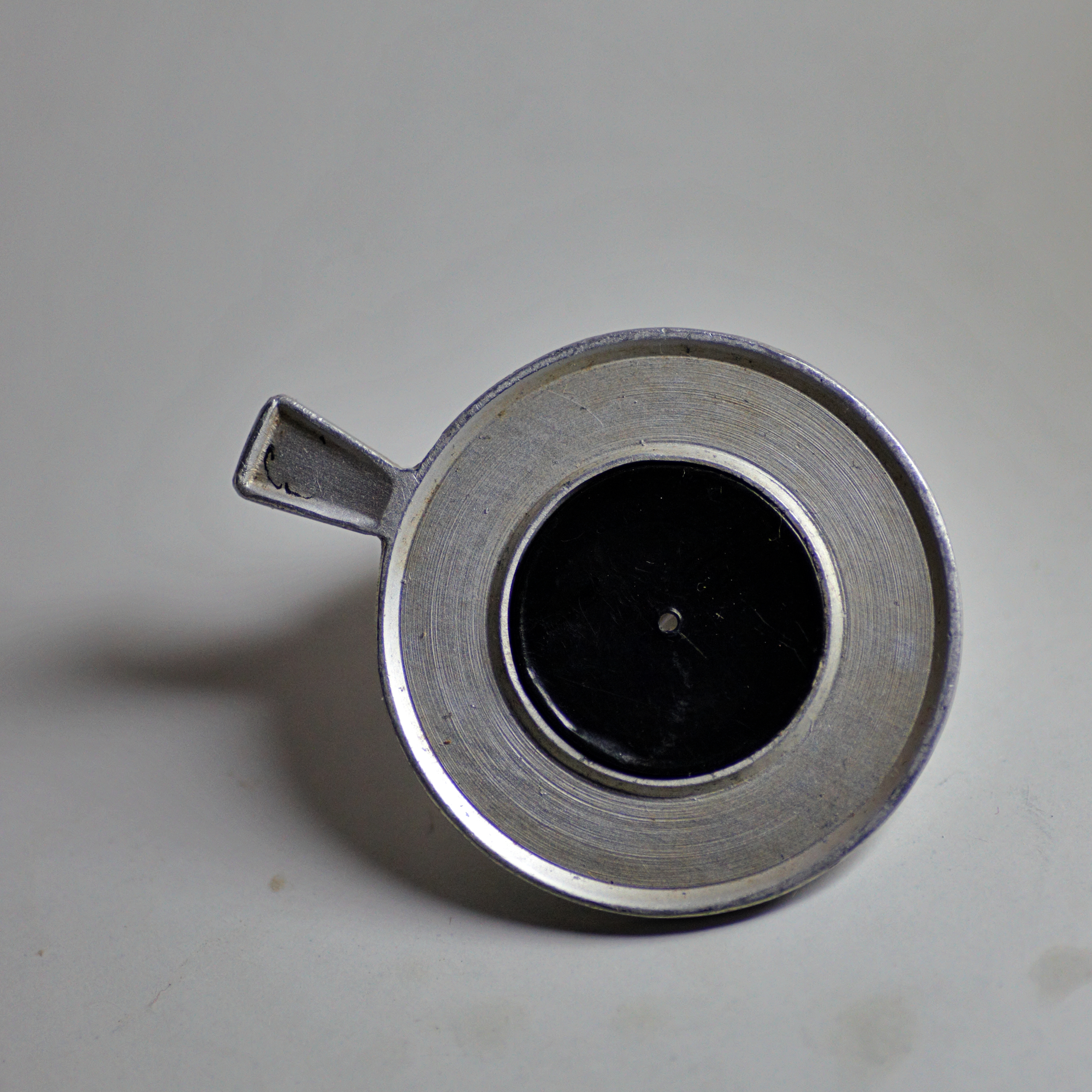
L'obturateur sténopé est utilisé pour estimer l'amélioration de l'acuité visuelle

Le trou sténopéïque est un dispositif servant de pupille artificielle pour les tests de mesure d'acuité visuelle. Il s'agit en général d'une spatule percée d'un ou plusieurs trous de 0,75 à 2 mm de diamètre.
On place le trou sténopéique devant l'œil avec une baisse d'acuité visuelle ce qui permet de restreindre les rayons de lumière au centre de la cornée où la réfraction n'est pas aussi critique. Si l'acuité visuelle ne s'améliore pas ou diminue, il s'agit possiblement d'une d'amblyopie ou d'une autre pathologie oculaire; si l'acuité visuelle s'améliore, il s'agit d'un problème réfractif : myopie ou hypermétropie.

## Étymologie
Du grec stenosis (« rétrécissement d’un conduit ou d’un organe naturel ») +  ôps, opsis (« œil, vue ») ; textuellement, sténopéique signifie : qui rétrécit la vision.